# Kabinett Rau IV
Das Kabinett Rau IV bildete vom 12. Juni 1990 bis zum 17. Juli 1995 die Landesregierung von Nordrhein-Westfalen. Es wurde von Ministerpräsident Johannes Rau nach der Landtagswahl am 13. Mai 1990 gebildet. Rau war seit September 1978 Ministerpräsident und blieb es bis Mai/Juni 1998.  Bündnis 90/Die Grünen hatte zwar bei der Landtagswahl am 13. Mai 1990 den Einzug in den Landtag NRW knapp geschafft; die SPD errang aber 122 von 237 Landtagsmandaten und konnte eine Alleinregierung bilden.
| Amt                                     | Name                                      | Partei | Partei |
| --------------------------------------- | ----------------------------------------- | ------ | ------ |
| Ministerpräsident                       | Johannes Rau                              |        | SPD    |
| Bundesangelegenheiten                   | Johannes Rau                              |        | SPD    |
| Stellvertreter des Ministerpräsidenten  | Herbert Schnoor                           | SPD    |        |
| Inneres                                 | Herbert Schnoor                           | SPD    |        |
| Finanzen                                | Heinz Schleußer                           | SPD    |        |
| Justiz                                  | Rolf Krumsiek                             | SPD    |        |
| Kultus                                  | Hans Schwier                              | SPD    |        |
| Arbeit, Gesundheit und Soziales         | Hermann Heinemann (bis 18. Dezember 1992) | SPD    |        |
| Arbeit, Gesundheit und Soziales         | Franz Müntefering (ab 18. Dezember 1992)  | SPD    |        |
| Bauen und Wohnen                        | Ilse Brusis                               | SPD    |        |
| besondere Aufgaben                      | Wolfgang Clement                          | SPD    |        |
| Gleichstellung von Frau und Mann        | Ilse Ridder-Melchers                      | SPD    |        |
| Stadtentwicklung und Verkehr            | Franz-Josef Kniola                        | SPD    |        |
| Umwelt, Raumordnung und Landwirtschaft  | Klaus Matthiesen                          | SPD    |        |
| Wirtschaft, Mittelstand und Technologie | Günther Einert                            | SPD    |        |
| Wissenschaft und Forschung              | Anke Brunn                                | SPD    |        |